# Ngara (huyện)
Ngara là một huyện thuộc vùng Kagera, Tanzania. Thủ phủ của huyện Ngara đóng tại Ngara. Huyện Ngara có diện tích 4428 ki lô mét vuông. Đến thời điểm điều tra dân số ngày 25 tháng 8 năm 2002, huyện Ngara có dân số 334409 người.